# Thandi Klaasen
Thandi Klaasen (* 27. September 1931 als Thandiwe Nelly Mpambane in Sophiatown, Johannesburg; † 15. Januar 2017) war eine südafrikanische Jazzsängerin.

## Leben
Thandi Mpambane wuchs im Stadtteil Sophiatown im Westen Johannesburgs auf, der in den 1940er und 1950er Jahren ein bedeutendes Zentrum schwarzafrikanischer Kultur war. Ihr Vater war Schuster, ihre Mutter Hausangestellte. Sie begann ihre Karriere als Sängerin in Kirchen. Als sie Teenager war, fügten ihr von einem eifersüchtigen Freund gedungene Verbrecher so schwere Brandwunden zu, dass sie fast ein Jahr im Krankenhaus behandelt werden musste; ihr Gesicht blieb vernarbt. Sie gründete das Gesangsquartett The Quad Sisters und wurde durch Auftritte mit Miriam Makeba, Dolly Rathebe und Dorothy Masuka bekannt. 1961 zog sie nach London, um im Musical King Kong aufzutreten. Später kehrte sie in ihr Heimatland zurück. Bei den Feiern zur Hochzeit von Nelson Mandela und Graça Machel an Mandelas 80. Geburtstag war Klaasen featured artist (etwa: ‚Hauptkünstlerin‘).
Thandi Klaasen starb 2017 nach langer Krankheit im Alter von 85 Jahren.
Ihre Tochter Lorraine Klaasen lebt als Jazz- und Weltmusik-Sängerin in Kanada.

## Ehrungen
- 1999 gewann Klaasen den kanadischen Woman of Distinction Award.
- 2006 wurde ihr der Order of the Baobab in Gold verliehen.
- Im selben Jahr erhielt sie den Order of Ikhamanga in Silber.[4]
- Ebenfalls 2006 erhielt sie für ihr Lebenswerk bei den South African Music Awards den Lifetime Achievement Award.